# Stypella dubia
Stypella dubia är en svampart som först beskrevs av Bourdot & Galzin, och fick sitt nu gällande namn av P. Roberts 1998. Stypella dubia ingår i släktet Stypella, ordningen Auriculariales, klassen Agaricomycetes, divisionen basidiesvampar och riket svampar.   Inga underarter finns listade i Catalogue of Life.
I den svenska databasen Dyntaxa används istället namnet Heterochaetella dubia för samma taxon.  Arten är reproducerande i Sverige.